# NGC 7375
NGC 7375 ist eine linsenförmige Galaxie vom Hubble-Typ SB0/a im Sternbild Pegasus am Nordsternhimmel. Sie ist schätzungsweise 320 Millionen Lichtjahre von der Milchstraße entfernt und hat einen Durchmesser von etwa 75.000 Lichtjahren.
Im selben Himmelsareal befinden sich u. a. die Galaxien IC 5253 und IC 5254.
Das Objekt wurde am 1. Oktober 1866 von Truman Henry Safford entdeckt.